# Helio Smidt
Helio Smidt (Porto Alegre, 9 de maio de 1925 – Nova Iorque, 11 de abril de 1990) foi presidente da companhia aérea Varig entre abril de 1980 até à data de seu falecimento. Filho de Ewaldo Smidt Senior [(representante comercial e campeão brasileiro brasileiro de tiro de fuzil e pistola)]  e Arlinda Weber Smidt [(proprietária de um atelier de costura)], era casado com dona Norma Ângela Smidt desde 1948.
Foi responsável por introduzir no Brasil a aeronave Boeing 747, na época, o maior avião comercial de transporte de passageiros do mundo.

## Carreira
Ingressou na Varig, aos 19 anos como auxiliar de escritório, convidado pelo seu tio, Ruben Berta, na época presidente da empresa. Helio teve que abandonar seu emprego na Nestlé , onde tinha iniciado aos 13 anos de idade e onde permaneceu por 7 anos, para aceitar o convite para ganhar 170 mil réis, a metade do salário mínimo na época.
Recém-chegado à empresa, recebeu a missão de viabilizar economicamente a pioneira linha aérea que ligava Porto Alegre à cidade de Rio Grande. Sem carga para carregar no voo de retorno, o jovem chefe do departamento de vendas imaginou transportar filé de linguado congelado para capital de gaúcha. A iniciativa obteve êxito e com ela nasceu uma carreira promissora.
Mais tarde, Smidt sentiu-se naturalmente tentado a seguir uma carreira como piloto, mas foi surpreendido por Berta e foi obrigado a interromper o curso.
Transferido para o Rio de Janeiro em 1946, foi para São Paulo em 1950, onde morou por 18 anos. Após doze anos de seu ingresso na companhia, em 1957 assume o cargo de diretor regional e, em 1961, era promovido a diretor de administração do conglomerado formado com a aquisição da Real Transportes Aéreos e outras empresas de menor porte. Posteriormente, acompanhou a incorporação das rotas da Panair do Brasil, com os aviões da companhia assumindo os voos para a Europa num prazo de 24 horas.
O afastamento de Eric de Carvalho, vitimado por um derrame cerebral, levou Smidt à presidência da Varig em abril de 1980. Durante a sua gestão na década de 1980, com a abertura do mercado, a Varig não soube reagir à concorrência e iniciou seu declínio, que a levou à falência duas décadas depois.
Casado com Dona Norma, tinham uma única filha, Eliana, que lhe deu o neto Roberto.

## Morte

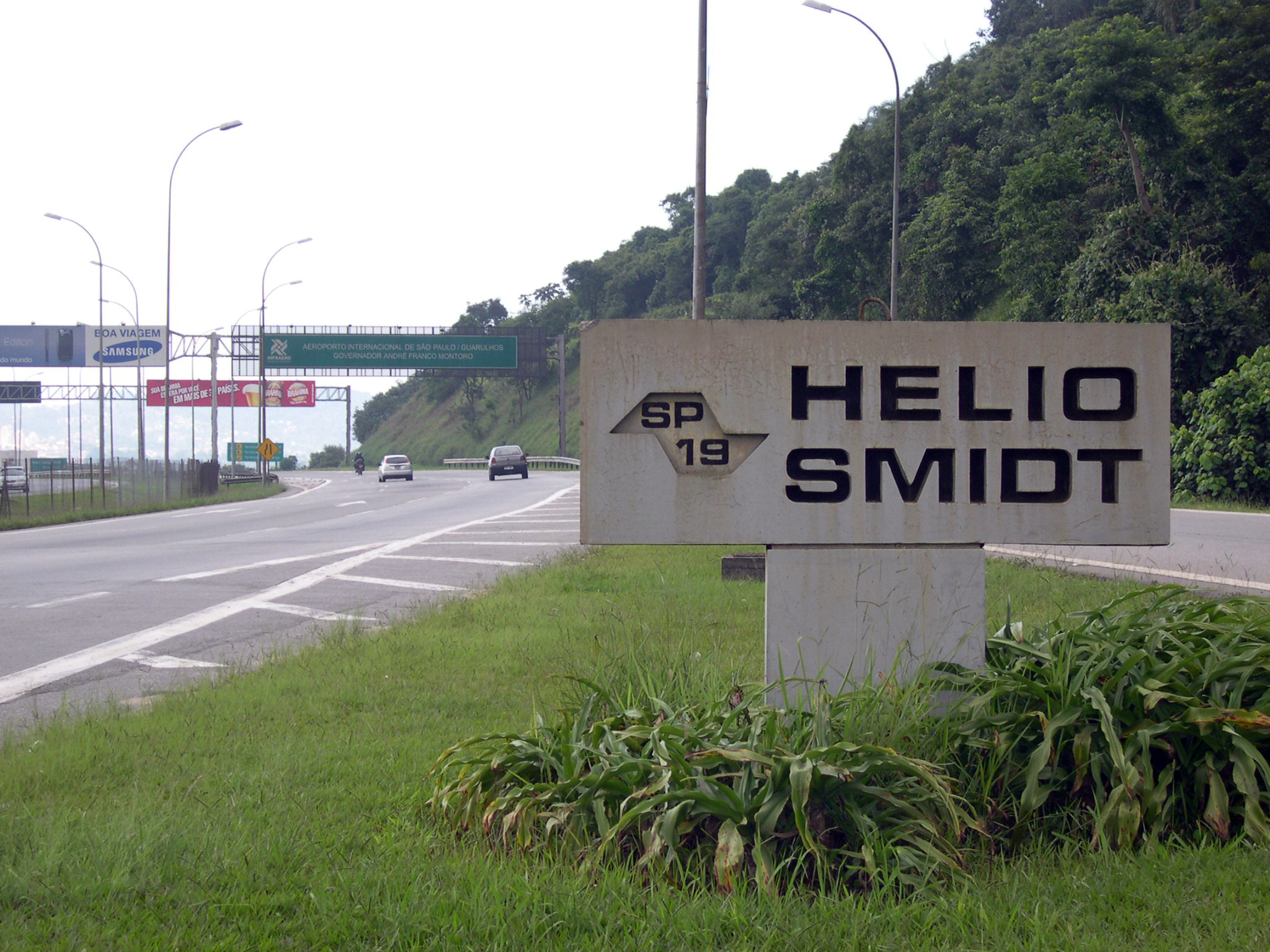
Rodovia SP-019 que faz ligação ao Aeroporto Internacional de São Paulo/Guarulhos recebeu o seu nome.

Voltando a morar no Rio de Janeiro, descobriu que sofria de câncer. Então iniciou uma série de viagens aos Estados Unidos a fim de buscar tratamento. Mas após exatos 10 anos na presidência da Varig, em 11 de abril de 1990 a doença o vitimou aos 64 anos. Helio Smidt faleceu no Memorial Sloan-Kettering Hospital, em Manhattan. Seu corpo foi trazido ao Brasil num DC-10-30 da empresa, pilotado pelo comandante Schubert.
Admirador incansável do avião Electra, a Varig lhe rendeu uma homenagem. Transportou seus restos mortais numa última viagem no seu avião predileto entre o Aeroporto de Guarulhos e Congonhas. Em seguida, durante seu enterro, uma formação de Electras sobrevoou o cemitério.
Em reconhecimento aos serviços prestados ao país, Helio Smidt foi homenageado com a Ordem do Mérito do Rio Branco no grau de Comendador, entre outras condecorações. Também em sua homenagem, a Rodovia SP-019 que faz ligação ao Aeroporto Internacional de São Paulo/Guarulhos recebeu o seu nome.